# Alignement de Kerdruellan
L'alignement de Kerdruellan est un alignement de menhirs de Belz, dans le Morbihan, en France.

## Localisation
Les menhirs sont situés au lieu-dit Kerdruellan, sur la commune de Belz.

## Description
Une soixantaine de blocs couchés composent l'ensemble. Les menhirs sont taillés dans le gneiss et ont été fort bien conservés dans leur environnement sédimentaire initial.

## Historique
Les menhirs datent du Néolithique (IIe millénaire av. J.-C.). Ils sont probablement renversés dès le Néolithique récent, selon, pour la plupart, une direction nord-ouest / sud-est.
L'analyse des vestiges a également permis de déterminer une deuxième occupation ultérieure, au Moyen Âge, dans un cadre agricole. Certains menhirs sont alors en partie débités et exploités tels quels.
Le site est découvert en 2005 à la faveur d'un projet de lotissement sur le site. Il bénéficie d'une campagne de fouille partielle (3 000 m2) l'année suivante par les services de l'INRAP.
Les menhirs sont classés, avec le terrain sur lequel ils reposent, au titre des monuments historiques par décret du 19 mars 2008.